# Mouhammad Shah Khan
Shahzada Mouhammad Shah Khan (mort le 13 février 1760) fut un prince moghol d'origine afghane. Il faisait partie de la dynastie des Durrani, branche du Clan Abdali.
Mouhammad Shah était le fils aîné de Mouhammad Bakir Khan, Sardar Khan Bahadour. Devenu héritier de la fortune de son père, il attira la jalousie de son frère cadet Haji Mouhammad Sharif Khan Bahadour. Ce dernier profita d'une partie de chasse pour le faire assassiner, le 13 février 1760. Sa mort attrista tellement son père, qu'il mourut à son tour en juillet.